# Никита Кожемяка

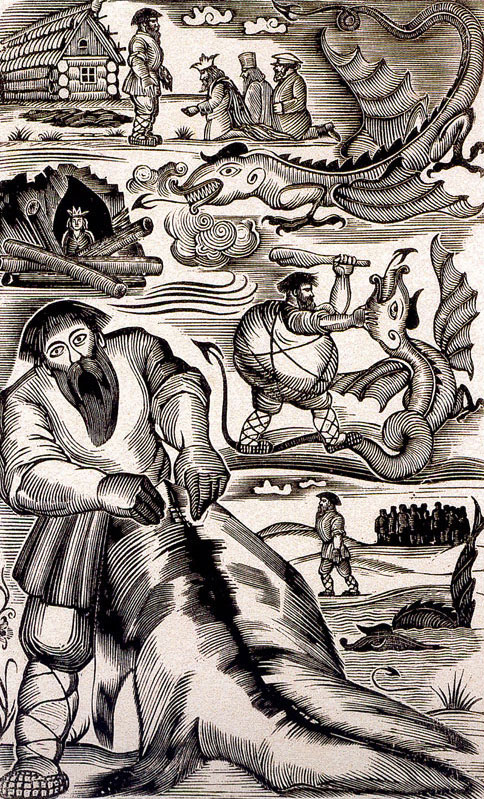
Н. П. Дмитревский. Никита Кожемяка

Ники́та Кожемя́ка (также, Кирилл Кожемяка, Кузьма и Демьян, Илья Швец; укр. Микита Кожум'яка, Кирило Кожемяко, Божий коваль) — богатырь, герой киевского былинного эпоса и народных сказок, получивших распространение у восточных славян.
Существуют варианты русских, украинских и белорусских сказок. Первое письменное упоминание о прообразе сказания относится к 992 году и содержится в Повести временных лет, где говорится о юноше, поборовшем при Владимире Святом печенежского богатыря («Сказание о юноше-кожемяке»). Более поздний Никоновский летописный свод называет юношу Яном Усмошвецом.
В указателе сказочных сюжетов народных сказок под номером 300-2 указан сюжет «Змееборец Кожемяка».

## Сюжет

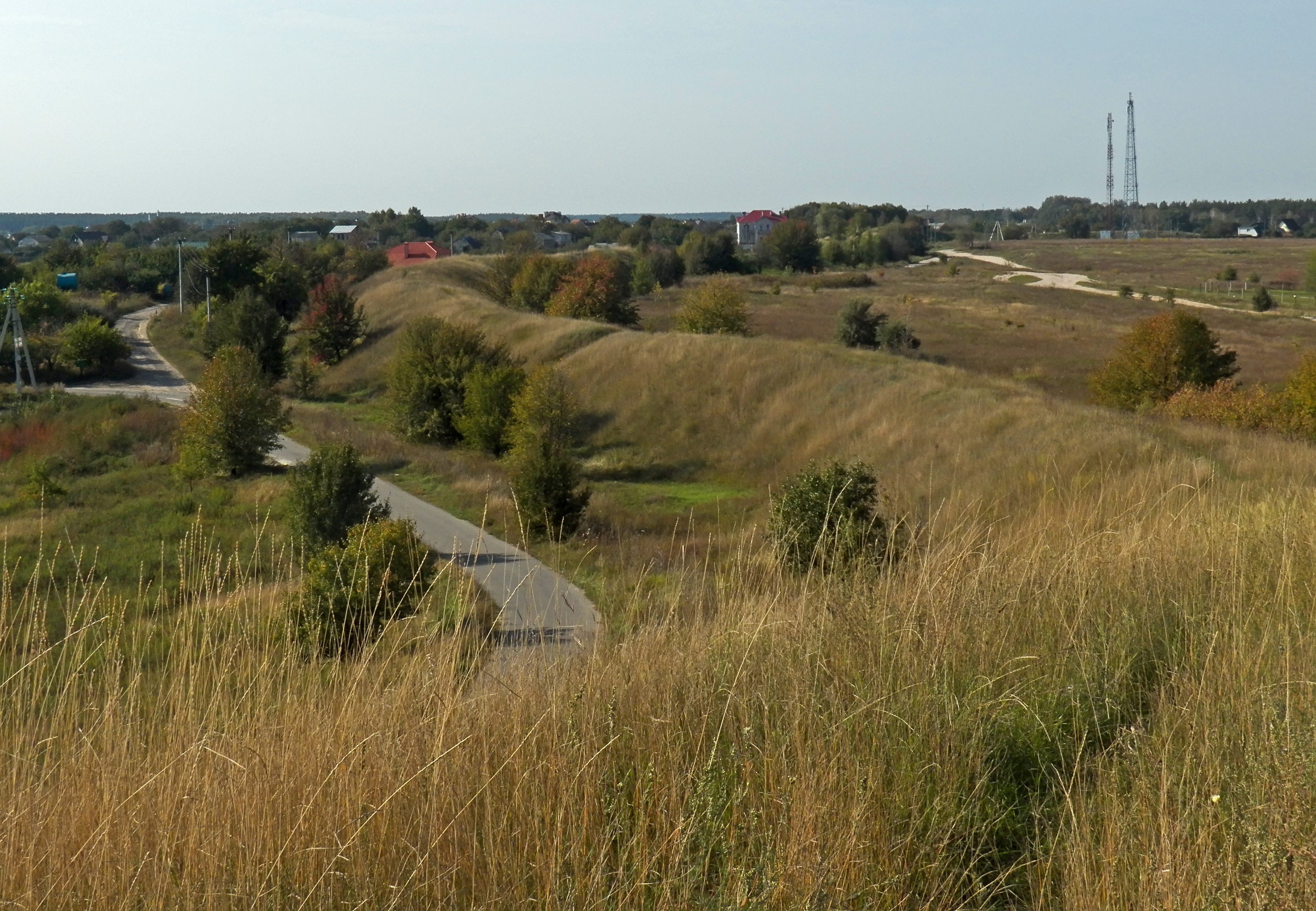
«Змиевы валы» у села Иванковичи в Киевской области.

Относясь к широко распространённому сюжету змееборства, сказки о Кожемяке имеют ту специальную черту, что герой-змееборец раньше совершения обычного подвига — убиения змея и освобождения царевны — даёт доказательства своей богатырской силы, разрывая несколько сложенных вместе бычьих шкур или вырывая куски кожи у быка.
В наиболее полных вариантах (белорусских и украинских) рассказывается, что дочь киевского князя была унесена змеем, который, полюбив её, держал в заточении. Узнав от змея, что он боится только одного человека — Никиту Кожемяку (варианты — Кирилла Кожемяку, Илью Швеца), она с голубем отправляет письмо к отцу с просьбой отыскать этого богатыря и побудить его сражаться со змеем. Когда посланные князя вошли в избу Кожемяки, занятого своим обычным делом, он от неожиданности разрывает 12 шкур. На просьбу князя биться со змеем он сначала отвечает отказом.
Не могут его умолить и посланные князем старцы. Только плач присланных князем детей трогает сердце Никиты. Обмотавшись пенькой и обмазавшись смолой, чтоб стать неуязвимым, богатырь бьётся со змеем и освобождает княжескую дочь. Белорусские и украинские варианты прибавляют, в заключении сказки, что урочище близ Киева, где жил богатырь, стало с тех пор называться Кожемяками.
Российский вариант представляет несколько иное окончание. Змей, поверженный Никитой Кожемякой, молит его о пощаде и предлагает разделить с ним землю поровну. Никита куёт соху в 300 пудов, запрягает в неё змея и проводит борозду от Киева до Чёрного моря; затем, начав делить море, змей тонет (в другом варианте — страдая от жажды, начинает жадно пить из моря и лопается). Остатки борозды от пашества Никиты видны и теперь; такие «Змиевы» валы до сих пор указываются в некоторых местах Украины. Это древние оборонительные валы по берегам притоков Днепра, расположенные южнее Киева.
Вместо Никиты Кожемяки могут выступать: в русских вариантах сказок — Кузьма и Демьян; в украинских — Глеб и Борис, иногда святой Пётр; в польских — святой Пётр.
Сказочный герой Сучиц (Сученко, Сучкин сын, Сукевич, Сучкир, Сучиксы) также, подобно Никите Кожемяке, пашет на змее. Например, в украинской «Сказке о Сучице», рассказывается, как кузнец Кузьма-Демьян выковал двухсотпудовый плуг и помог богатырю Сучицу запрячь змея и вспахать землю: «Кузьма-Демьян держит за язык (клещами), а Сучиц управляет плугом… До моря доехали. Стал змей пить море… И теперь есть ещё Змеев вал. А река Стугна высохла, потому что её тогда выпил змей…».

## Происхождение сюжета

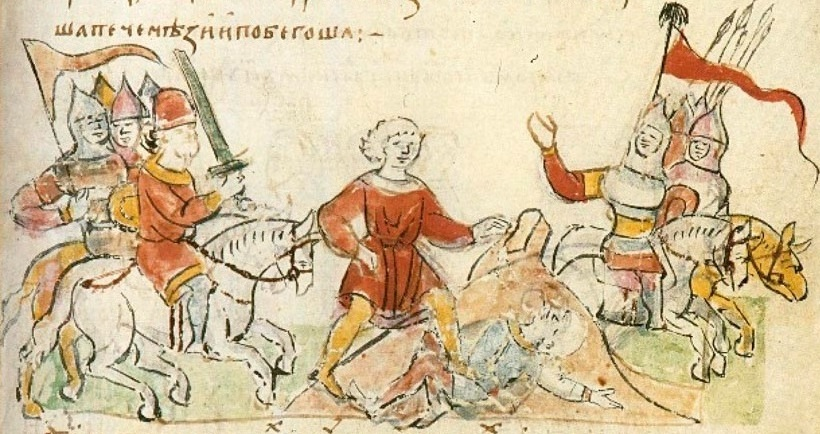
Победа Кожемяки над печенегом. Миниатюра из Радзивилловской летописи, конец XV века

### Историческая школа
Особенность сказки о Никите в том, что древность её засвидетельствована документами. Так, в Повести временных лет есть рассказ о юном богатыре, поборовшем, при Владимире Святом, печенежского великана, в память чего будто бы Владимиром был построен город Переяславль («зане перея славу отрокот»). В этом народном сказании, приуроченном летописью к 992 году, имени юноши ещё нет. Никоновский летописный свод называет его Яном Усмошвецом, в чём видят вымысел книжника. Заявляя о необычайной силе своего сына, отец его рассказывает, что однажды он бранил сына, в то время, когда тот мял кожи: сын, раздражённый отцовской бранью, разорвал кожи руками. Владимир испытывает силу юного богатыря, выпустив против него разъярённого раскалённым железом быка: юноша вырывает у быка кусок мяса с кожей, сколько захватила рука. Далее описывается в эпических чертах бой богатыря с печенежским великаном. В этом летописном рассказе исследователи эпоса видят самую раннюю книжную передачу былины «киевского цикла». Впоследствии исторические черты народного сказания были забыты; герой получил имя Никиты или Кирилла, и борется уже не с историческим врагом, а с фантастическим существом, змеем, похитителем девиц.

### Мифологическая школа
По мнению А. Н. Афанасьева, в данном случае мифическое предание о борьбе бога-громовержца (Перуна) с тучей было низведено к явлениям действительного быта и получило историческую окраску. Мифический змей, олицетворение тучи, стал печенежским великаном (речь идёт о летописной версии предания о богатыре-кожемяке). Облака, по Афанасьеву, издревле уподоблялись быкам, коровам и снятым с них шкурам; поэтому бог-громовник, ударяющий по облакам своей палицей, перешел в народных сказаниях в богатыря-кожемяку.

## В кино
- 1945 — «Кащей Бессмертный».
- 1965 — «Никита Кожемяка» — мультфильм, режиссёр Нина Василенко. Студия «Киевнаучфильм». Мультфильм отмечен дипломом на Всесоюзном кинофестивале в Киеве в 1966 году.
- 2008 — «Никита Кожемяка» — мультфильм, режиссёр Юрий Черенков и Зоя Трофимова. Московская анимационная студия «Пилот».
- 2016 — «Никита Кожемяка» — мультфильм, режиссёр Манук Депоян. Украинская анимационная студия «Panama Grand Prix». Первоначально мультфильм должен был называться «Никита Кожемяка и огненный цветок», но в итоге вышел под сокращенным названием.